# Konrad Matuszewski
Konrad Matuszewski (Włoszczowa, 4 ottobre 2001) è un calciatore polacco, difensore del Korona Kielce.

## Caratteristiche tecniche
È un terzino sinistro, ma all'occorrenza può essere schierato anche esterno di centrocampo. 

## Carriera

### Club
Cresciuto nelle giovanili delle squadre della sua città, Włoszczowa, nel 2014 a tredici anni, passa alle giovanili del Legia Warszawa. Con la squadra della capitale completa tutta la trafila del settore giovanile, esordendo, nel 2018, in III liga con la formazione riserve. 
Nella stagione 2019-2020 passa in prestito al Wigry Suwałki, club di I liga, secondo livello del calcio polacco. Con i biancoblu disputa venticinque gare realizzando anche tre assist, ma non bastano ad evitare l'ultimo posto in classifica che costano la retrocessione. Fatto ritorno al Legia, viene immediatamente rigirato in prestito all'Odra Opole, dove sempre da titolare ottiene una tranquilla posizione di metà classifica. 
Al termine del campionato, il Legia decide di non rinnovare il suo contratto e il 15 luglio 2021 firma un triennale con il Warta Poznań, club di Ekstraklasa, massima serie polacca. Esordisce con gli zieloni il 25 luglio successivo, subentrando a Milan Corryn nel corso della gara contro lo Slask Wroclaw, match che segna anche il suo debutto in Ekstraklasa.

## Statistiche

### Presenze e reti nei club
Statistiche aggiornate al 22 maggio 2022.
| Stagione        | Squadra         | Campionato      | Campionato | Campionato | Coppe nazionali | Coppe nazionali | Coppe nazionali | Coppe continentali | Coppe continentali | Coppe continentali | Altre coppe | Altre coppe | Altre coppe | Totale | Totale |
| Stagione        | Squadra         | Comp            | Pres       | Reti       | Comp            | Pres            | Reti            | Comp               | Pres               | Reti               | Comp        | Pres        | Reti        | Pres   | Reti   |
| --------------- | --------------- | --------------- | ---------- | ---------- | --------------- | --------------- | --------------- | ------------------ | ------------------ | ------------------ | ----------- | ----------- | ----------- | ------ | ------ |
| 2019-2020       | Wigry Suwałki   | 1L              | 25         | 0          | PP              | 1               | 0               | -                  | -                  | -                  | -           | -           | -           | 26     | 0      |
| 2020-2021       | Odra Opole      | 1L              | 28         | 0          | PP              | 1               | 0               | -                  | -                  | -                  | -           | -           | -           | 29     | 0      |
| 2021-2022       | Warta Poznań    | EK              | 25         | 1          | PP              | 1               | 0               | -                  | -                  | -                  | -           | -           | -           | 26     | 1      |
| Totale carriera | Totale carriera | Totale carriera | 78         | 1          |                 | 3               | 0               |                    | -                  | -                  |             | -           | -           | 81     | 1      |